# 黄瑞松
黄瑞松（1938年7月18日—），男，江苏宜兴人，中国飞航技术专家，中国工程院院士。长期从事飞航设备设计、试验和制造等工作。

## 生平
1963年3月，于中国人民解放军军事工程学院毕业。2003年，当选中国工程院院士。